# Monviso
Monviso, eller Monte Viso, er et 3.841 meter højt bjerg i Alperne på den italienske, piemontesiske side af grænsen til Frankrig. Bjerget er kendt for sin pyramideform, og da det rager 500 m. højere op end bjergene rundt om er det synlig på lang afstand.
Monte Viso blev besteget første gang 30. august 1861 af William Mathews, Frederick Jacomb, Jean-Baptiste Croz og Michel Croz.
På nordsiden af bjerget er kilderne til floden Po, på den såkaldte Pian del Re (2.020 moh).
Et grænseoverskridende område på 4.270,8 km² (1.331,64 km² i Frankrig og 2.939,17 km² i Italien) blev i 2004 udpeget til biosfærereservat under UNESCOs Menneske og biosfære-programmet.

## Ekstern henvisning
1. ↑  Mont-Viso Transboundary Biosphere Reserve, France/Italy unesco.org hentet 16. april 2023

- Wikimedia Commons har flere filer relateret til Monviso
- Billeder

44°40′03″N 7°05′30″Ø / 44.66750°N 7.09167°Ø